# Ticino (Córdova)

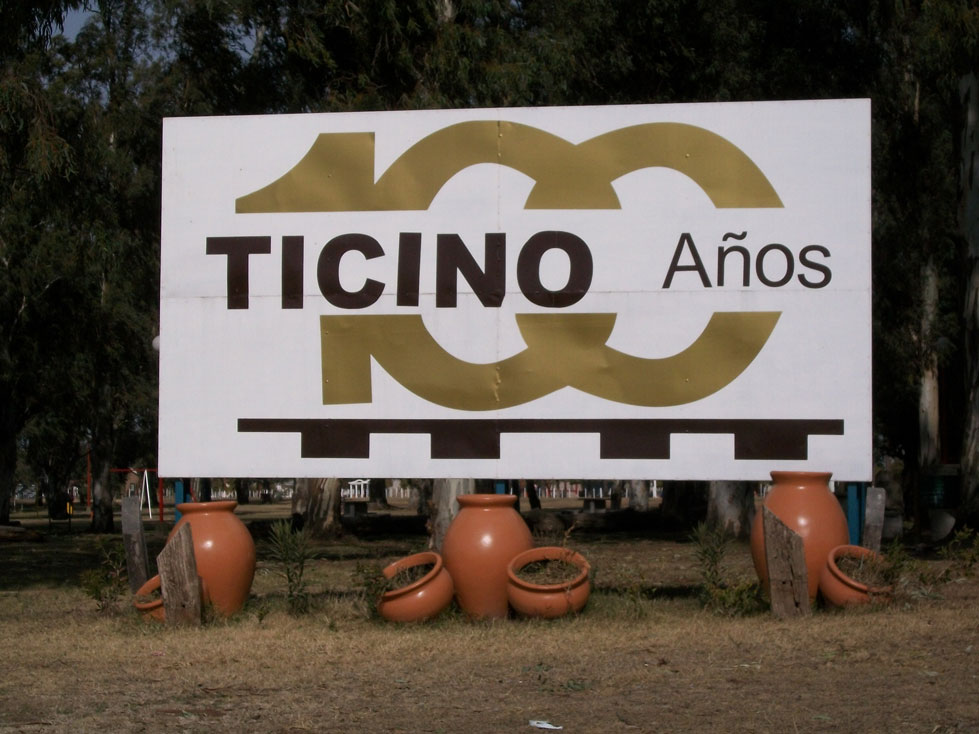
Ticino comemorando seu centenário na entrada da cidade.

Ticino é um município da província de Córdova, na Argentina.